# Don’t Shut Me Down
A Don't Shut Me Down című dal a svéd ABBA együttes 2021. szeptember 2-án megjelent eala, mely dual kislemezként jelent meg az I Still Have Faith in You című dallal együtt. Mindkét dal az együttes 9. stúdióalbumának dala,  a közel 40 év után megjelent Voyage című stúdióalbumról.. A dalt Agnetha Fältskog énekli. és ez az első listaelső ABBA dal az 1978-as Summer Night City óta.

## Dalszöveg videó
Az ABBA ehhez a dalhoz egy dalszöveges videót készített, melyet Mike Anderson az Able produkciós cég rendezője készítette.
A videót a megjelenést követően 1,4 millión nézték meg a YouTube csatornán. Így 12 országban, köztüik az Egyesült Királyságban az első három legnézettebb videó között állt.

## Fogadtatás
A "Don't Shut Me Down" az ABBA visszatérő dala lett, mely 11 országban került az első tíz helyezett közé. Svédországban, és Svájcban pedig első helyezett lett, valamint felkerült az Euro Digital Songs listára.
A dal a zenekritikusok körében pozitív fogadtatásban részesült. Kate Mossman a New Statesman munkatársa azt írta a dalról, hogy egyenesen West End hangulatot áraszt, és hasonlít a bevezető beszéd az Evita című film tömegekhez szóló bevezetőjéhez is, mely aztán átcsap a "Dancing Queen" diszkó hangulatába, és az ember a nyüzsgő 80-as évek diszkójában találja magát. John Pareles a The New York Times munkatársa hasonlóan pozitívan értékelte a dalt. "Lendületes elemek, csillogó hangszerelés, diszkó hangulatot árasztó, komolyan dallamos" – jellemezte. A dal bekerült a Billboard magazin 2021 évi 100 legjobb dalának listájára is.

## Slágerlista
| Slágerlista (2021)                    | Legmagasabb helyezés |
| ------------------------------------- | -------------------- |
| Ausztrália (ARIA)                     | 27                   |
| Ausztria (Ö3 Austria Top 40)          | 14                   |
| Belgium (Ultratop 50 Flanders)        | 9                    |
| Belgium (Ultratop 50 Wallonia)        | 44                   |
| Kanada (Canadian Hot 100)             | 87                   |
| Croatia (ARC 100)                     | 10                   |
| Dánia (Tracklisten Top 40)            | 7                    |
| Európa (Euro Digital Songs)           | 1                    |
| Finland (Suomen virallinen lista)     | 3                    |
| Németország (Media Control Charts)    | 5                    |
| Global 200 (Billboard)                | 54                   |
| Magyarország (Single Top 40)          | 4                    |
| Iceland (Plötutíðindi)                | 3                    |
| Írország (IRMA)                       | 12                   |
| Latvia (EHR)                          | 26                   |
| Japán (Billboard Japan Hot 100)       | 96                   |
| Hollandia (Single Top 100)            | 18                   |
| Új-Zéland (Recorded Music NZ)         | 31                   |
| Norvégia (VG-lista)                   | 7                    |
| Portugália (AFP Top 100 Singles)      | 177                  |
| Svédország (Sverigetopplistan)        | 1                    |
| Svájc (Schweizer Hitparade)           | 1                    |
| Egyesült Királyság (UK Singles Chart) | 9                    |
| US Digital Songs (Billboard)          | 32                   |